# Hrabstwo Socorro
Hrabstwo Socorro (ang. Socorro County) – hrabstwo w stanie Nowy Meksyk w Stanach Zjednoczonych.

## Miasta
- Socorro

## Wioski
- Magdalena

## CDP
- Abeytas
- Alamillo
- Alamo
- Chamizal
- Escondida
- La Joya
- Las Nutrias
- Lemitar
- Luis Lopez
- Polvadera
- San Antonio
- San Antonito
- Veguita